# Lithocarpus sootepensis
Lithocarpus sootepensis (Craib) A.Camus – gatunek roślin z rodziny bukowatych (Fagaceae Dumort.). Występuje Endemicznie w Tajlandii. 

## Morfologia
PokrójZimozielone drzewo dorastające do 13 m wysokości. Kora jest gładka i ma szarą barwę. Młode gałązki są owłosione.
LiścieBlaszka liściowa jest nieco skórzasta i ma owalny lub podługowato eliptyczny kształt. Mierzy 9–18 cm długości oraz 4–8 cm szerokości, ma ostrokątną nasadę i ostry wierzchołek. Ogonek liściowy jest nagi i ma 10–17 mm długości. Przylistki mają owalny kształt i osiągają 2–3 mm długości.
OwoceOrzechy o jajowatym kształcie, dorastają do 15–27 mm długości. Zebrane są w kątach kłosów o długości 30 cm. Osadzone są pojedynczo w łuskowatych miseczkach mierzących 16 mm średnicy.